# Jahjá Ajjáš
Jahjá Abd-al-Latif Ajjáš (arabsky يحيى عياش‎; 22. února 1966 – 5. ledna 1996) byl vrchní výrobce bomb teroristické organizace Hamás a velitel praporu brigád Izz ad-Dína al-Kassáma na Západním břehu Jordánu. Pro svou schopnost při sestavování bomb byl přezdíván Inženýr (arabsky المهندس‎, Al-Muhandis).
Ajjášovi je připisováno zdokonalení techniky bomb používaných při sebevražedných útocích. Jím sestavené bomby měly na svědomí životy zhruba 90 Izraelců. V důsledku toho byl tento „mistr převleků“ po tři roky jednou z nejhledanějších osob, po kterých Izrael pátral. Ajjáš byl nakonec zabit v roce 1996 v Gaze izraelskou zpravodajskou službou Šin Bet (Šabak), jejichž agentům se podařilo Ajjášovi podstrčit mobilní telefon s výbušninou. Následně Ajjášovi zavolali a bombu v telefonu na dálku odpálili.
Palestinští Arabové jej oslavují jako hrdinu a na jeho počest pojmenovali řadu ulic a míst.